# Agencia Venezolana de Noticias

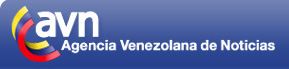
AVN-Logo

Agencia Venezolana de Noticias (AVN), bis Juni 2010 unter dem Namen Agencia Bolivariana de Noticias (ABN), ist die staatliche Nachrichtenagentur Venezuelas. Sie wurde im April 2005 auf Veranlassung des Ministeriums für Kommunikation und Information (MinCI) gegründet und löste die alte staatliche Agentur Venpres ab. AVN bietet eine umfangreiche Berichterstattung auf regionaler und nationaler Ebene sowie über Lateinamerika im Allgemeinen. Die Website von AVN gibt es in spanischer und englischer Sprache.
Am 8. Oktober 2008 gab Informationsminister Andrés Izarra bekannt, dass die Agentur, die bisher als „autonomer Dienst“ direkter Teil des Ministeriums für Kommunikation und Information war, in ein eigenständiges Staatsunternehmen mit dem Namen Agencia Venezolana de Noticias (AVN, Venezolanische Nachrichtenagentur) umgewandelt wird.
Siehe auch: Liste der Nachrichtenagenturen